# 奥克斯特德
奥克斯特德（英語：Oxted）是英格兰薩里郡坦德里奇区的一个镇、民政教区，位于北唐斯丘陵脚下，克羅伊登登东南9英里（14）。它是一个睡城，有直达伦敦的火车。

## 词源
此地地名最早出现于一份公元862年的盎格鲁-撒克逊文献，记载为“Acustyde” 。1086年的末日审判书中为“Acstede”，此后，陆续出现Akested （12世纪）、 Axsted 、 Axstude和Ocsted （13世纪）和Oxsted （14世纪）等写法。其名来源于古英语，āc意为“橡树”，stede意为“地方”。

## 历史
铁器时代当地就有人类活动，考古发现包括一枚可追溯到公元前3世纪或4世纪的金属胸针。在罗马时期，从伦敦到刘易斯以及从伦敦到布赖顿的道路从奥克斯特德两侧经过。其定居点形成于盎格鲁-撒克逊时期，当地的圣玛丽教堂可能建在异教宗教遗址上。从撒克逊时代晚期开始，该地区就属于坦德里奇区（Tandridge Hundred）。